# Aelita Andre
Aelita Andre (9 de Janeiro de 2007) é uma artista abstracionista australiana, conhecida pelo seu estilo de pintura surrealista e a sua pequena idade. Começou a pintar antes de completar um ano de idade, e os seus trabalhos foram exibidos publicamente numa exibição colectiva quando tinha dois anos de idade. A sua primeira exibição a solo abriu em Junho de 2011, na cidade de Nova Iorque, aos quatro anos de idade.